# 255-й гвардейский мотострелковый полк
255-й гвардейский мотострелковый Волгоградско-Корсуньский Краснознамённый полк имени М. С. Шумилова (255 мсп) — тактическое формирование Сухопутных войск Российской Федерации. Находится в составе 20-й гвардейской мотострелковой дивизии.
Пункт постоянной дислокации в Волгограде.

## История
Воинская часть сформирована первоначально как 38-я мотострелковая бригада на основании директивы заместителя Народного комиссариата обороны № орг/2/2407 (ш/т) от 25 июня 1942 года. 38-я бригада затем переименована в 7-ю гвардейскую мотострелковую бригаду.
В 1945 году 7-я гвардейская мотострелковая бригада переформирована в 7-й гвардейский мотострелковый полк в составе 20-й танковой дивизии с сохранением всех почётных наименований, наград, исторического формуляра и боевой славы. С мая 1953 года часть переформирована в 137-й гвардейский механизированный полк.
В 1957 году 137-й гвардейский механизированный полк преобразован в 255-й гвардейский мотострелковый полк (в/ч 61412) в составе 20-й танковой дивизии в СГВ. Полк до 28 декабря 1961 года именовался «Сталинградским». С 29 сентября 1964 года почётное наименование сменили на «Волгоградский». В 1975 году полку присвоено именное наименование «имени М. С. Шумилова» в честь одного из командиров 64-й армии времён войны.
По просьбе ветеранов ВОВ и Сталинградской битвы, министерством обороны СССР была подписана директива, по которой 30 октября 1982 года личный состав управления полка, 16 человек, боевое знамя, карточка учёта боевого знамени, грамота ПВС СССР, исторический формуляр полка, книга почёта полка, печати и штампы, передислоцированы из деревни Страхув (пол. Strachów) 50°43′00″ с. ш. 16°52′00″ в. д. в пункт постоянной дислокации г. Волгоград. Полк (в/ч 34605) вошел в состав 82-й мотострелковой дивизии (формирования 1967 года) Северо-Кавказского военного округа. 82-я мотострелковая дивизия в 1990 году преобразована в 6654-ю базу хранения имущества.

### После распада СССР
В Первую чеченскую войну 255-й полк участвовал в штурме Грозного в составе группировки «Северо-Восток» зимой 1994—1995 гг. Подразделения полка пройдя вдоль улицы Лермонтова, вышли на рубеж улицы Чехова. Затем штурмующая группа заняла оборону 31 декабря 1994 в больничном комплексе на площади имени Орджоникидзе (ныне «площадь имени Хрущева»). В период с 1 по 5 января 1995 полк вёл там бои в окружении.
Во Вторую чеченскую войну полк принял участие в боях за Грозный зимой 1999—2000 гг.
В ходе реформы Вооружённых сил России 255-й гвардейский мотострелковый полк был расформирован в 2009 году, а дивизия, в составе которой находился полк, переформирована в 20-ю отдельную гвардейскую мотострелковую бригаду.
В 2021 году 255-й гвардейский мотострелковый полк возрождён в составе 20-й гвардейской мотострелковой дивизии.
В ходе вторжения на Украину полк действовал на правом берегу Днепра в Херсонской области. С марта по апрель 2022 вели бои в Александровке, затем обороняли Снигирёвку. В ноябре 2022, после оставления Херсона, полк перебазировался на левый берег.

## Состав
- управление полка
- 1-й мотострелковый батальон 
  - управление
  - 1/2/3-я мотострелковая рота
  - миномётная батарея
  - гранатомётный взвод
  - взвод связи
  - медицинский взвод
- 2-й мотострелковый батальон
- 3-й мотострелковый батальон
- танковый батальон
  - управление
  - 1/2/3-я танковая рота
  - взвод связи
- гаубичный самоходно-артиллерийский дивизион
  - управление
  - 1/2/3-я гаубичная самоходно-артиллерийская батарея
  - взвод управления
- реактивная артиллерийская батарея
- зенитная ракетная батарея
- разведывательная рота
  - 1/2/3-й разведывательный взвод
- стрелковая рота (снайперов)
  - 2 стрелковых взвода
- инженерно-сапёрная рота
  - инженерно-сапёрный взвод
  - инженерно-дорожный взвод
  - взвод инженерных заграждений
  - инженерно-технический взвод
- рота управления
- ремонтная рота
- рота материального обеспечения
- медицинская рота
  - приёмно-сортировочный взвод (50 коек)
  - операционно-перевязочный взвод (50 коек)
  - госпитальный взвод (50 коек)
  - стоматологический кабинет
  - санитарно-эпидемиологический взвод (50 коек)
  - отделение медицинского снабжения (50 коек)
- взвод управления (начальника артиллерии)
- взвод РХБЗ
- взвод военной полиции
- военный оркестр[11]

## Награды и наименования
| Награда                | № приказа (указа) и дата             | Краткое описание боевых заслуг |
| ---------------------- | ------------------------------------ | --- |
| «Гвардейский»          | Приказ НКО № 103 от 01 марта 1943 г. | |
| «Сталинградский»       | Приказ НКО № 125 от 16.03.1943       | Идя навстречу просьбам партийных и советских организаций Сталинградской области, за исключительные заслуги в освобождении города Сталинграда и Сталинградской области. С 28 декабря 1961 года — «Волгоградский». |
| «Корсуньский»          | Приказ ВГК № 045 от 26.02.1944       | За отличие в боях по завершению уничтожения окруженной группировки немецких захватчиков в районе города Корсунь-Шевченковский.                                                                                   |
| Орден Красного Знамени | Указ Президиума ВС СССР от 8.04.1944 | За образцовое выполнение заданий командования при форсировании Днестра, овладении городом и важным железнодорожным узлом Бельцы, выход на государственную границу и проявленные при этом доблесть и мужество.    |
| «имени М. С. Шумилова» | 1975 год                             | Присвоено в честь генерал-полковника М. С. Шумилова — командира 64-й армии РККА. |